# Anselme Gaëtan Desmarest

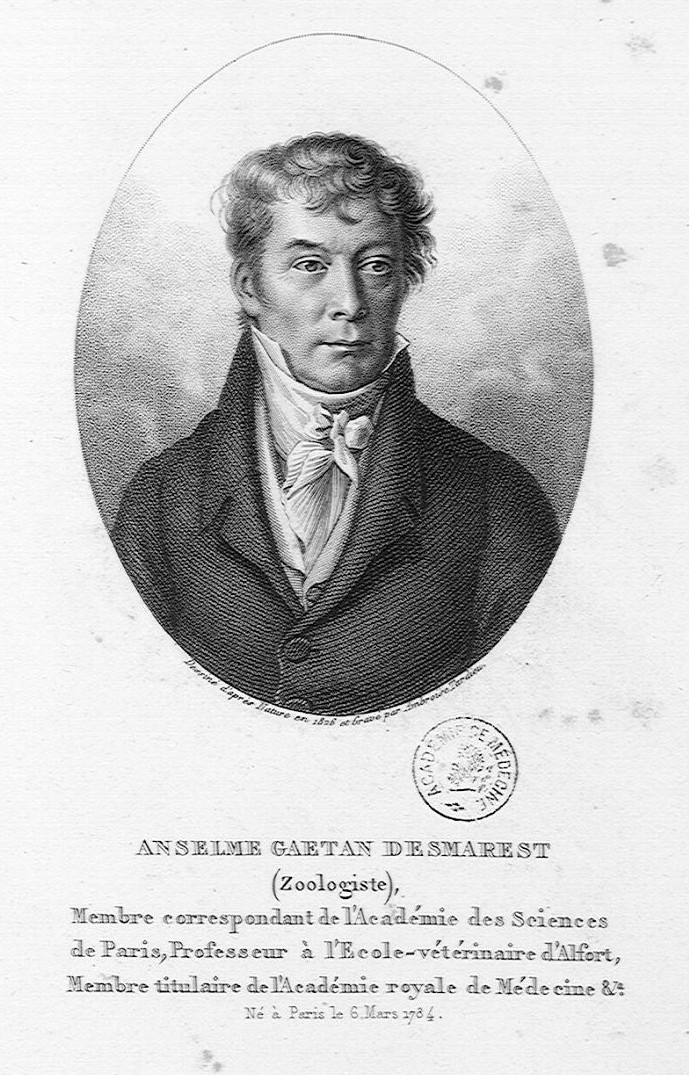
Anselme Gaëtan Desmarest

Anselme Gaëtan Desmarest (* 6. März 1784 in Paris; † 4. Juni 1838 in Maisons-Alfort) war ein französischer Zoologe und Schriftsteller. 

## Leben und Werk
Er war der Sohn des berühmten Geologen Nicolas Desmarest (1725–1815) und studierte Zoologie an der staatlichen Veterinärschule Maisons-Alfort. Er war ein Schüler von Georges Cuvier und Alexandre Brongniart und 1815 wurde er Professor für Zoologie an der École nationale vétérinaire d’Alfort, wo er sich gegen Pierre André Latreille durchsetzen konnte. 1820 wurde er in die Académie nationale de médecine gewählt. Seit 1819 war er gewähltes Mitglied der American Philosophical Society. 1825 wurde er als korrespondierendes Mitglied in die Académie des sciences aufgenommen.
Desmarest veröffentlichte 1805 seine Histoire Naturelle des Tangaras, des Manakins et des Todiers, 1825 die Considérations générales sur la classe des crustacés, 1820 die Mammalogie ou description des espèces des Mammifères und von 1816 bis 1830 gemeinsam mit André Marie Constant Duméril das Dictionnaire des Sciences Naturelles. Während seiner Tätigkeit als Zoologe beschrieb er zudem viele Tierarten, darunter den Löffelhund, das Schabrackentapir, das Rote Riesenkänguru und die Dickschwanz-Beutelratte.
Er war der Vater des Zoologen Eugène Desmarest.

## Werke
- Histoire Naturelle des Tangaras, des Manakins et des Todiers (1805)
- Considérations générales sur la classe des crustacés (1825)
- Dictionnaire des Sciences Naturelles (1816–1830) – zusammen mit André Marie Constant Duméril